# Thomas Drebusch
Thomas Drebusch (* 1956 in Bochum) ist ein deutscher Kommunikationsdesigner, Fotograf und Kunsthistoriker. Er ist der Sohn des Künstlers Günter Drebusch und Vater der Künstlerin Vera Drebusch.

## Leben
Von 1973 bis 1978 studierte Thomas Drebusch am Fachbereich Design der Fachhochschule Münster u. a. bei Bernd Damke, Hans D. Voss und Jörg Heydemann. Zwischen 1978 und 1985 arbeitete er am Fachbereich Oecotrophologie der Fachhochschule Münster und baute dort ein Foto- und Videostudio auf. Von 1981 bis 1987 studierte er ein Lehramtsstudium für die Sekundarstufe II an der Universität-Gesamthochschule Essen mit den Fächern Sozialwissenschaften und Kunstpädagogik u. a. bei Hermann Sturm mit dem Schwerpunkt Kunstgeschichte. Seine Staatsarbeit schrieb er über den Karikaturisten, Designer und Architekten Bruno Paul.
Seit 1986 arbeitet er als selbständiger Kommunikationsdesigner, Fotograf und Kunsthistoriker in Soest. Gemeinsam mit dem Fachanwalt für Urheberrecht und Justiziar des Bundes Deutscher Grafik-Designer (BDG), Wolfgang Maaßen, veröffentlichte er 1997 das BDG:DesignHonorar, ein Standardwerk zur Kalkulation von Honoraren im Bereich des Kommunikationsdesigns. Von 1996 bis 1998 war er Mitglied des Präsidiums des BDG und von 2008 bis 2011 Vorstandsmitglied des Deutschen Werkbunds NRW. Seit 1992 hat er verschiedene Publikationen aus dem Bereich bildende Kunst, Fotografie, Architektur und Stadtgeschichte veröffentlicht.

## Veröffentlichungen
- Die Soester Villen in: Alfred Ziffer (Hrsg.): Bruno Paul. Deutsche Raumkunst und Architektur zwischen Jugendstil und Moderne. München 1992.
- VIVA LA HABANA, Kettler, Bönen 2010, ISBN 978-3-86206-065-8.
- Wilhelm Morgner – Ein Sonderfall der Aktion “Entartete Kunst”, ikonom Verlag, Soest 2016, ISBN 978-3-00-053360-0.
- bruno paul – schönheit ist freude, ikonom Verlag, Soest 2019, ISBN 978-3-9820169-5-5.
- als Herausgeber: Rainer Tappeser, ikonom Verlag, Soest 2020, ISBN 978-3-9820169-7-9.
- als Herausgeber mit Ulrich Haverland: Paul Werth  – Atelier-Geschichten, ikonom Verlag, Soest 2020, ISBN 978-3-9820169-8-6.
- Süd-Ost Siedlung | Soest, ikonom Verlag, Soest 2021, ISBN 978-3-9820169-2-4.
- als Herausgeber: Günter Drebusch – Werkverzeichnis, ikonom Verlag, Soest 2022, ISBN 978-3-9820169-1-7
- als Herausgeber: Hans D. Voss – Werkverzeichnis Serigrafien, ikonom Verlag, Soest 2024, ISBN 978-3-9820169-6-2
- als Herausgeber mit Carl-Jürgen Schroth & Annette Werntze: AUFBRUCH! Soest – Stadt der Kunst nach 1945, ikonom Verlag, Soest 2024, ISBN 978-3-9820169-4-8
- als Herausgeber: Ann Aspinwall – Zwischen den Linien, ikonom Verlag, Soest 2024, ISBN 978-3-9820169-3-1